# El este Ponei
El este Ponei (în engleză It's Pony) este un serial de animație britanic creat de Ant Blades. Este produs de Blue Zoo Animation Studio și a avut premiera pe Nickelodeon în Statele Unite, pe 18 ianuarie 2020.

## Episoade
| N/o (în serie) | N/o (în sezon) | Titlu în engleză | Titlu în română | Premiera originală | Premiera în România |
| -------------- | -------------- | ---------------- | --------------- | ------------------ | ------------------- |
|                |                |                  |                 |                    |                     |
| SEZONUL 1      |                |                  |                 |                    |                     |
|                |                |                  |                 |                    |                     |
| 1              | 1a             | Plants!          |                 | 28 ianuarie 2020   | 10 mai 2020         |
| 1              | 1b             | Heston's Coat    |                 | 1 februarie 2020   | 10 mai 2020         |
| 2              | 2a             | Nosy Posy        |                 | 18 ianuarie 2020   |                     |
| 2              | 2b             | Beatrice         |                 | 18 ianuarie 2020   |                     |
| 3              | 3a             | Gamer Horse      |                 | 1 februarie 2020   |                     |
| 3              | 3b             | Unicorn          |                 | 25 ianuarie 2020   |                     |
| 4              | 4a             | Horace           |                 | 8 februarie 2020   |                     |
| 4              | 4b             | The Boot         |                 | 8 februarie 2020   |                     |
| 5              | 5a             | Distractions     |                 | 15 februarie 2020  |                     |
| 5              | 5b             | The Giving Chair |                 | 15 februarie 2020  |                     |
| 6              | 6a             | Haircut          |                 | 22 februarie 2020  |                     |
| 6              | 6b             | Gerry's Birthday |                 | 22 februarie 2020  |                     |
| 7              | 7a             | Pet Pony         |                 | 29 februarie 2020  |                     |
| 7              | 7b             | Dog Day          |                 | 29 februarie 2020  |                     |
| 8              | 8a             | Useful           |                 | 7 martie 2020      |                     |
| 8              | 8b             | Stompy           |                 | 7 martie 2020      |                     |
| 9              | 9a             | Delivery Pony    |                 | 15 martie 2020     |                     |
| 9              | 9b             | Magic Annie      |                 | 15 martie 2020     |                     |
| 10             | 10a            | Useful           |                 |                    |                     |
| 10             | 10b            | Stompy!          |                 |                    |                     |
|                |                |                  |                 |                    |                     |